# Reinhart Köstlin
Reinhart Köstlin (* 26. August 1941 in Rostock) ist ein deutscher Kommunalpolitiker (SPD). Er war von 1991 bis 2007 Oberbürgermeister von Achern.

## Leben
Reinhard Köstlin wurde 1941 in Rostock geboren. Er wuchs in Hessen auf, hatte jedoch viele Verwandte in der DDR. In den 1960ern studierte er in Freiburg und Heidelberg Philosophie, Soziologie und Jura. Während er 1965 an der Ruprecht-Karls-Universität Heidelberg studierte, trat er der SPD bei. Als politisches Erweckungserlebnis bezeichnete er einen Auftritt des Liedermachers Wolf Biermann. Er engagierte sich zum Teil auch im sozialistischen System. So half er 1966 bei einer Landwirtschaftlichen Produktionsgenossenschaft in Rostock aus, widerstand aber den Werbeversuchen der Stasi. Seine Distanz zur DDR wuchs mit dem Prager Frühling.
Während der 68er-Bewegung engagierte er sich gegen den Vietnamkrieg. Ab 1968 arbeitete er als Rechtsreferendar. 1991 zog Reinhart Köstlin in den Schwarzwald und wurde dort Oberbürgermeister von Achern. Damit war er der erste Oberbürgermeister von Achern, der der SPD angehörte. Zu den Schwerpunkten seiner Amtszeit gehörten die Modernisierung der Verwaltung, die Konversion des Kasernengeländes in der Heid und die Umwandlung der Illenau. Von 1993 bis 2010 stand er auch dem Ortsverein des DRK vor.
Im Jahr 2007 trat er aus Altersgründen nicht mehr an. Sein Nachfolger wurde Klaus Muttach (CDU).
Auch im Ruhestand engagiert er sich weiter in der Gemeinde. So ist er im Vorstand des Fördervereins Telefonseelsorge Ortenau sowie der Europa-Union. Außerdem fährt er für Essen auf Rädern Mahlzeiten aus. Zudem engagiert er sich in der  Deutsch-Griechischen Versammlung (DGV).

## Privatleben
Reinhart Köstlin ist verheiratet und hat zwei Töchter.